# Eurylaimidae
La familia de los euriláimidos (Eurylaimidae) pertenece a la clase de las aves y al orden de los paseriformes, y comprende las quince especies de eurilaimos. 
Son pájaros arborícolas de talla pequeña o mediana (de 11,5 a 28,5 cm), cabeza grande y pico ancho y aplanado. La mandíbula superior, ligeramente recurvada, recubre totalmente la inferior. Son pájaros lentos, y generalmente su plumaje presenta colores vivos. 
Su área de repartición se extiende por las ecozonas afrotropical e indomalaya. Habitan en bosques y selvas; también se les encuentra en medios más abiertos, incluso localmente en terrenos cultivados.
Se alimentan de frutos, aunque también cazan insectos.

## Etimología
El nombre español (eurilaimo) y el de la familia (Eurylaimidae) derivan del género Eurylaimus, que está compuesto del griego "Eury", ancho y "Laimos", garganta, debido a su gran cabeza y a que poseen una decimoquinta vértebra cervical supernumeraria.

## Estructura del nido
Estos pájaros construyen nidos elegantes, habitualmente suspendidos de una rama sobre una corriente de agua. La construcción, piriforme, incluye una entrada lateral y está realizada con diversos materiales: hojas, briznas de hierba, raicillas... En muchos casos, el exterior está recubierto de tiras de musgo que a veces cuelgan bajo el nido, contribuyendo sin duda a camuflarlo y a protegerlo de los predadores que abundan en las selvas.
El nido contiene por regla general 2 o 3 huevos.

## Lista de especies por subfamilias

### SubfamiliaSmithornithinae
Agrupa las especies africanas.
- Eurilaimo africano —  Smithornis capensis (A. Smith, 1839)
- Eurilaimo cabecigrís — Smithornis sharpei  Alexander 1903
- Eurilaimo flanquirrojo — Smithornis rufolateralis G.R. Gray, 1864

### SubfamiliaCalyptomeninae
Agrupa las especies asiáticas de plumaje verde.
- Eurilaimo verde — Calyptomena viridis Raffles, 1822
- Eurilaimo de Hose — Calyptomena hosii Sharpe, 1892
- Eurilaimo de Whitehead — Calyptomena whiteheadi Sharpe, 1887

### SubfamiliaEurylaiminae
Agrupa las especies asiáticas de plumaje multicolor.
- Eurilaimo rojinegro — Cymbirhynchus macrorhynchos (Gmelin, 1788)
- Eurilaimo lorito — Psarisomus dalhousiae (Jameson, 1835)
- Eurilaimo pechoplata — Serilophus lunatus (Gould, 1834)
- Eurilaimo bandeado — Eurylaimus javanicus Horsfield, 1821
- Eurilaimo negrigualdo — Eurylaimus ochromalus Raffles, 1822
- Eurilaimo de Mindanao — Eurylaimus steerii Sharpe, 1876
- Eurilaimo de las Bisayas — Eurylaimus samarensis (Steere, 1890)
- Eurilaimo sombrío — Corydon sumatranus (Raffles, 1822)

### SubfamiliaPseudocalyptomeninae
A veces se considera como una familia independiente.
- Eurilaimo de Grauer — Pseudocalyptomena graueri Rothschild, 1909